# Achille Urbain
Achille Joseph Urbain (ur. 9 maja 1884, zm. 5 grudnia 1957) – francuski biolog urodzony w Hawrze.

## Biografia
W 1906 uzyskał stopień naukowy w Państwowej Szkole Weterynaryjnej w Lyonie, następnie uzyskał tytuł licencjata nauk przyrodniczych (1912) i doktora nauk z fizjologii roślin (1920). Pracował w laboratorium weterynarii wojskowej, a w międzyczasie prowadził badania jako mikrobiolog i immunolog w Instytucie Pasteura.
W 1931 zrezygnował ze służby wojskowej, a w 1934 został dyrektorem Vincennes Zoo w Paryżu. Od 1942 do 1949 był dyrektorem Muséum National d'Histoire Naturelle.
W 1937 naukowo opisał kupreja azjatyckiego na podstawie młodego osobnika, samca schwytanego w prowincji Preah Vihear w Kambodży.

## Wybrane publikacje
- Achille Urbain: „Le parc zoologique du bois de Vincennes”, La Revue de Paris, 15 sierpnia 1934.
- Achille Urbain: „Guide officiel avec plan du parc zoologique du bois de Vincennes”, 1935.
- Achille Urbain: " Le kou-prey ou bœuf gris cambodgien ", Bulletin de la Société Zoologique de France 62 (5), 1937, s. 305–307.
- Achille Urbain: "Le Kou Prey ou bœuf sauvage cambodgien", Mammalia, tom. 1, 1937, s. 257–258.
- Achille Urbain: „La réaction de fixation dans les tuberculoses humaines et animales”, 1938.
- Achille Urbain, Paul Rode i MA Pasquier: "La collection des bovinés asiatiques du Parc zoologique du Bois de Vincennes", Mammalia, tom. 3, 1939, s. 122–125.
- Achille Urbain: „ Une nouvelle espèce de bovidé asiatique ”, Comptes Rendus de l'Académie des Sciences, tom. 209, 1939, s. 1006–1007.
- Achille Urbain: Psychologia animaux sauvages : instynkt, inteligencja, Flammarion, Paryż, 1940.
- Achille Urbain, Paul Rode: Les singes anthropoïdes, Collection Que sais-je?, N°202, Presses universitaires de France, Paryż, 1946[2].